# L'Amour en première classe
Pour plus de détails, voir Fiche technique et Distribution.
L'Amour en première classe (Titre original : Amore in prima classe) est un film italien réalisé par Salvatore Samperi, sorti en 1980.

## Fiche technique
- Titre original : Amore in prima classe
- Titre français : L'Amour en première classe
- Réalisation : Salvatore Samperi
- Scénario : Salvatore Samperi, Gianfranco Manfredi et Giorgio Basile
- Photographie : Camillo Bazzoni
- Musique : Roberto Colombo et Gianfranco Manfredi
- Pays d'origine : Italie
- Format : Couleurs
- Genre : comédie
- Date de sortie : 1980
- Affiche : Macario Gómez Quibus (Espagne)

## Distribution
- Enrico Montesano : Carmelo Mazzotta
- Sylvia Kristel : Beatrice
- Lorenzo Aiello : Malcolm Mazzotta
- Franca Valeri : Signora Della Rosa
- Felice Andreasi : Oscar Della Rosa
- Gianfranco Manfredi : Il controllore
- Christian De Sica : Il venditore in stazione
- Luc Merenda : Il poliziotto
- Elisa Mainardi : La femme à la fourrure